# Triportheus paranensis
Triportheus paranensis és una espècie de peix pertanyent a la família dels caràcids i a l'ordre dels caraciformes.

## Etimologia
Triportheus deriva dels mots del grec antic tres, tria (tres) i portheo (saquejar).

## Descripció
Fa 19 cm de llargària màxima. Cos comprimit. Perfil dorsal regularment corbat, mentre que el ventral és força arquejat. Cap curt. Musell rom. Boca petita i amb el maxil·lar inferior una mica sobresortint. Aleta caudal truncada.

## Reproducció
És ovípar.

## Hàbitat i distribució geogràfica
És un peix d'aigua dolça, bentopelàgic i de clima tropical, el qual viu a Sud-amèrica: el riu de la Plata i la conca dels rius Paranà i Paraguai a l'Argentina, el Brasil i l'Uruguai.

## Observacions
És inofensiu per als humans i el seu índex de vulnerabilitat és baix (13 de 100).